# Paris-Bruxelles 1893
La 1re édition de la course cycliste Paris-Bruxelles  a eu lieu le 12 août 1893 et a été remportée par le Belge André Henry. L'épreuve comptait 397 kilomètres.

## Classement final
|    | Coureur                | Pays     |    | Temps       |
| -- | ---------------------- | -------- | -- | ----------- |
| 1  | André Henry            | Belgique | en | 19 h 50 min |
| 2  | Charles Delbecque      | Belgique | +  | 34 min      |
| 3  | Fernand Augenault      | France   |    | 1 h 58 min  |
| 4  | Pierre Imans           | Belgique |    | 2 h 48 min  |
| 5  | Frans De Schaepmaester | Belgique |    | 3 h 37 min  |
| 6  | Aristide Delelienne    | Belgique |    | 3 h 40 min  |
| 7  | Eugène Jordens         | Belgique |    | 4 h 16 min  |
| 8  | Joseph Godin           | Belgique |    | 4 h 33 min  |
| 9  | Arthur Garcia          | Belgique |    | 5 h 40 min  |
| 10 | Gustave Patou          | Belgique |    | 5 h 40 min  |